# Escofina

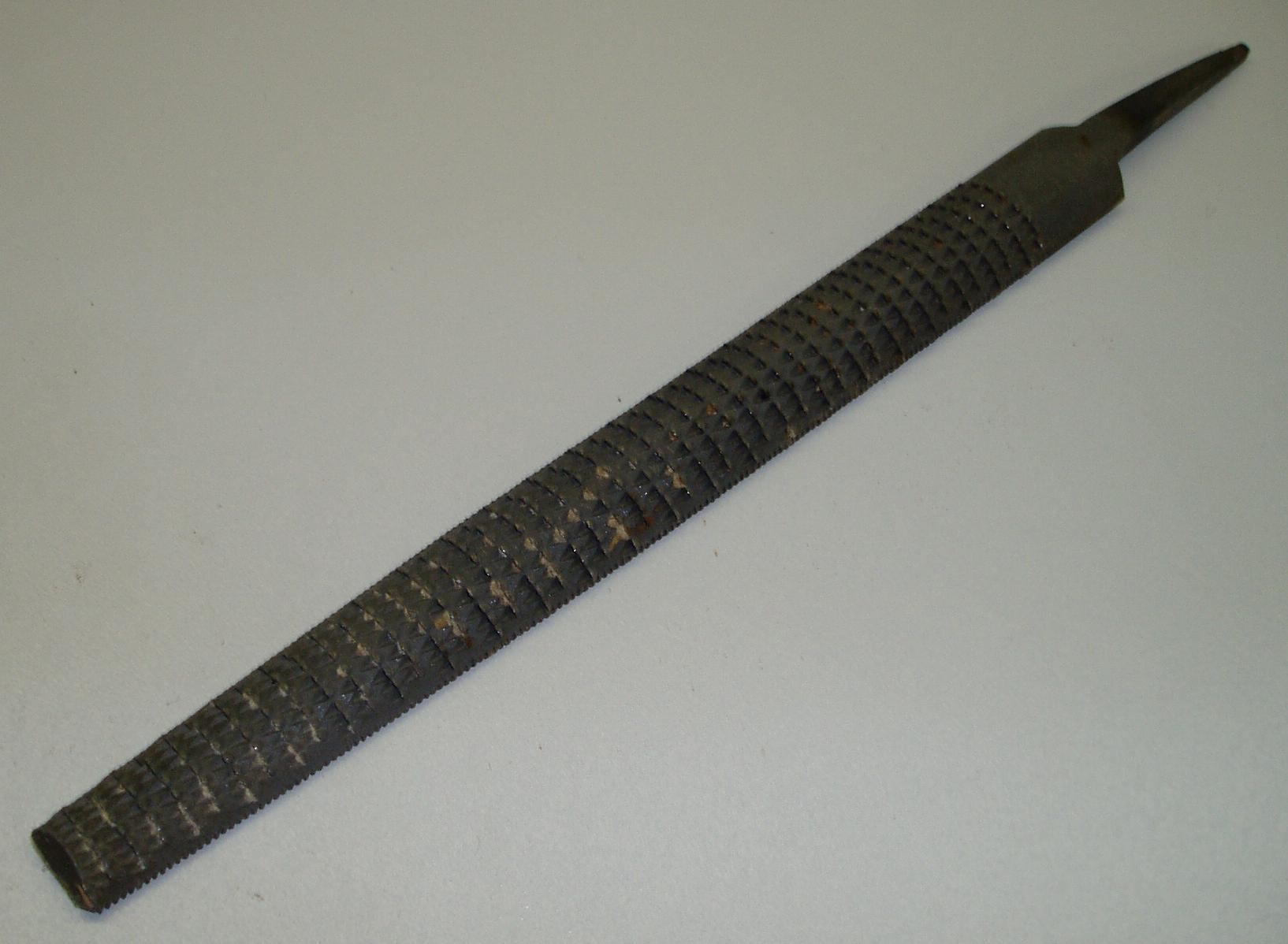
Escofina.

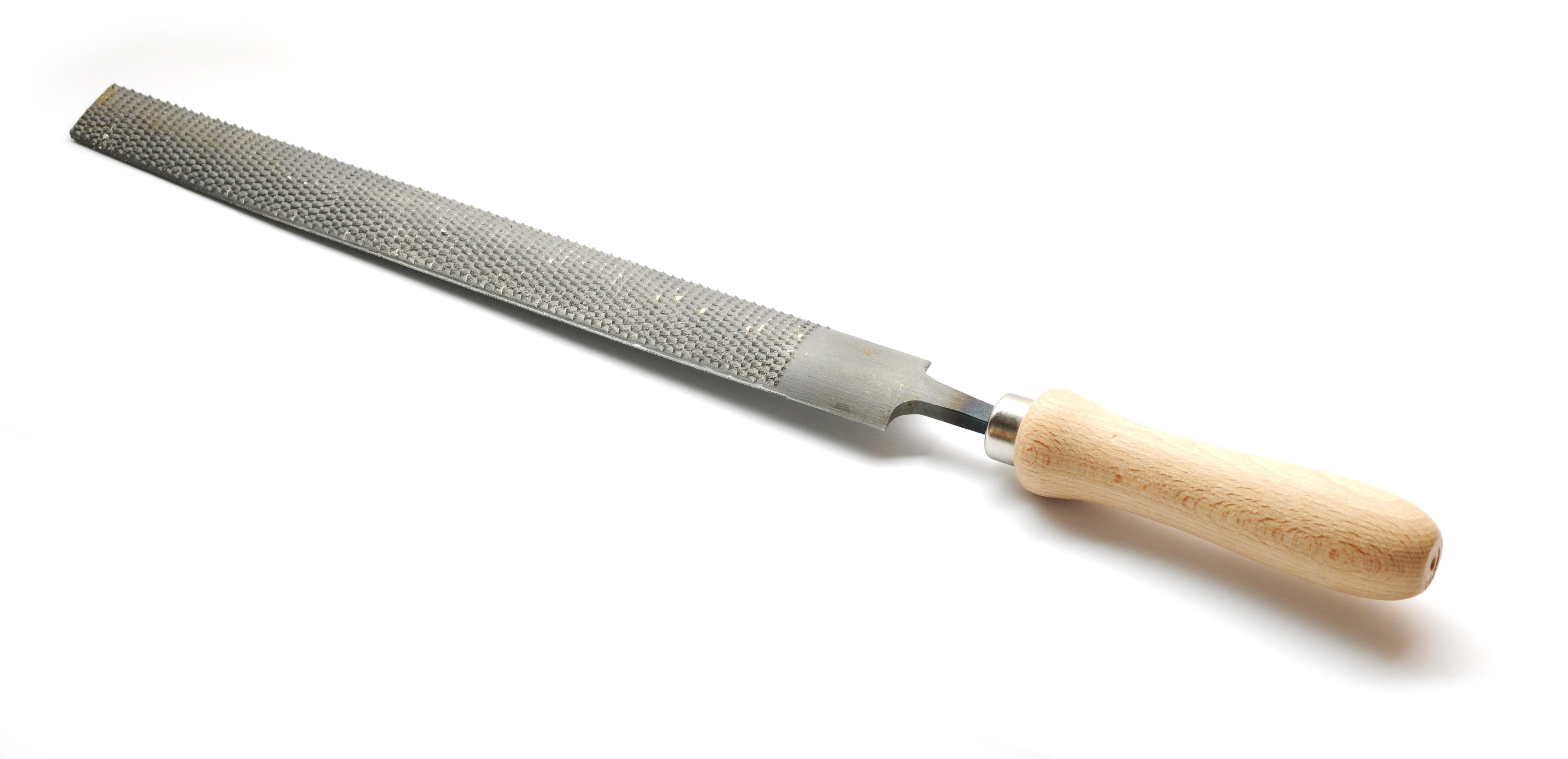
Escofina con mango.

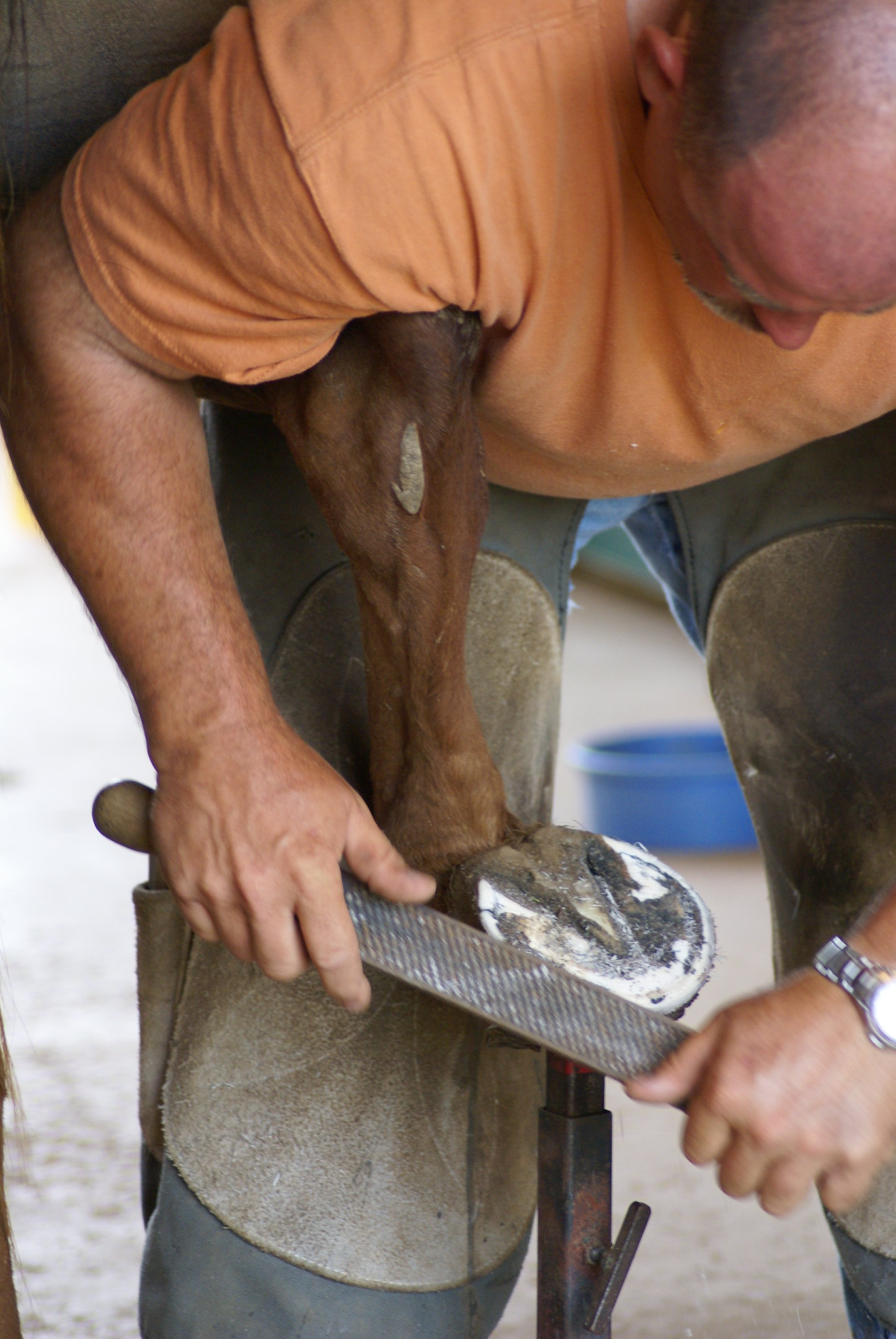
Un herrero usando una escofina en una pezuña de caballo.

La escofina es una herramienta de carpintería usada para perfilar la madera. Consiste de una punta o espiga, una larga barra de acero , un talón o base y una lengüeta.
Con las escofinas se obtienen rebajes más toscos que con la limas. Son útiles para eliminar con rapidez la madera saliente de las superficies curvas. Existen varios tipos y formas como la semicircular, la redonda y la plana.